# Varla innebandyklubb

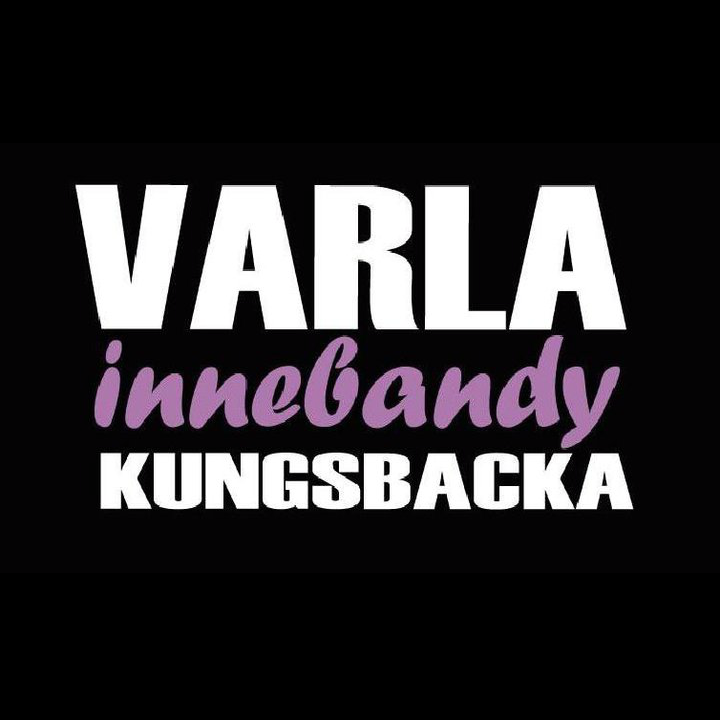
Varla IBK

Varla IBK är en innebandyklubb, i Kungsbacka, bildad 1995 genom att innebandysektionerna hos IF Rigor och Fjärås AIK slogs samman. 
Sedan dess har klubben vuxit markant både på herr- och damsidan. Sedan början på 2000-talet har ungdomsverksamheten varit klubbens adelsmärke och klubben är nu en av kommunens största ungdomsklubbar med verksamhet i Fjärås kyrkby, Älvsåker och Kungsbacka.
Varla IBK består av 25 lag med cirka 500 licensierade spelare. Inför säsongen 2015/2016 spelar Herrarnas A-lag i div 2 och Damernas A-lag i div 3. Herrarna har även ett reservlag som spelar i div 3.

Varla IBK Ledord
B-U-S
- Bredd – Verksamheten ska vara inriktad på breddverksamhet och att ”alla får vara med”
- Utmanande – Verksamheten ska vara utmanande – engelska ”challenging” - och driva spelarna framåt i sin utveckling. Möjlighet ska ges att spela med äldre respektive yngre lag.
- Seriös – Ambitionen är att erbjuda en seriös förening som stävar efter att vara så professionell som möjligt i alla lägen t.ex. vid träningar, matcher, ledarmöten, styrelsearbete, sponsorarbete m.m. – dock i beaktan av ekonomi och tillgänglighet.